# Halina z Koryntu
Halina z Koryntu (cs. мученица Галина Коринфская; zm. 258) – dziewica i męczennica chrześcijańska, święta Kościoła katolickiego i prawosławnego.

## Życiorys
Według podań hagiograficznych Halina żyła w III wieku w Koryncie. Była uczennicą świętego Kwadrata z Koryntu i wraz z nim poniosła śmierć męczeńską podczas prześladowań chrześcijan korynckich w roku 258. W innej wersji Halina poniosła śmierć w tym samym roku w Koryncie, utopiona w morzu lub ścięta jako jedna z towarzyszek męczennika Leonida, ucznia Kwadrata (oprócz niej zginęły również Nika, Kalisa lub Kalida, Nunechia, Wasylisa, Teodora i Chariessa).
W Kościołach wschodnich jej wspomnienie liturgiczne obchodzone jest w grupie towarzyszy św. Leonida: 10/23 marca i 16/29 kwietnia, a w Kościele Katolickim 1 lipca. Jest czczona jako patronka osób nie pijących alkoholu (abstynentów alkoholowych).

## Ikonografia
W ikonografii katolickiej, jak i prawosławnej Święta Halina przedstawiana jest jako młoda dziewczyna z palmą męczeństwa w ręce. W przedstawieniach katolickich jej atrybutami są: strzały, bicz, miecz, stągiew, lilia. Na ikonach jest przedstawiana tradycyjnie w chuście na głowie i z krzyżem w ręce.

## W przysłowiach
- "Na świętej Haliny nie piją dziewczyny"
- "Gdy Halina łąki zrosi, rolnik z wody siano kosi"
- "Święta Halina lipiec rozpoczyna"
- "Halina gdy ze słońcem wstaje, ciepło i deszcz na zmianę daje."